# Втрати силових структур внаслідок російського вторгнення в Україну (листопад 2024)
У статті наведено список втрат українських військовослужбовців у російсько-українській війні за листопад 2024 року (включно).

## Список загиблих за листопад 2024 року

### 1 листопада
- Матвієнко Андрій — полковник поліції. 43 роки. Загинув внаслідок ракетного удару в місті Харків.[2]
- Расюк Андрій Іванович — 1976 р.н. м. Конотоп.[3]
- Коломійченко Іван Миколайович — 1985 р.н. Конотопський район. Загинув на Харківщині.[4]
- Леляк Борис Борисович — 2002 р.н. Помер від отриманих поранень на Донеччині.[5]
- Кузьма Назар Ігорович — оператор безпілотних літальних апаратів мінометної батареї, 15 БрОП, 3 БОП. 1993 р.н. Загинув в Донецькій області.[6][7]
- Ву Чжунда.[8]
- Степушин Андрій — 184 НЦ. 7.07.1966, м. Львів.[9]
- Ляшкевич Данііл Вікторович («Берсерк») — 3 ОШБр. 10.01.1995. Загинув від удару КАБу.[10][11][12][13][14]
- Нагорна Валентина («Валькірія») — бойова медикиня, 3 ОШБр, 2-й механізований батальйон. Загинула від удару КАБу.[10][11][12][13][14]
- Удалов Андріан — 111 ОБрТрО. 1.04.2001, м. Городок Львівської області.[15]
- Палій Любомир — 51 рік, м. Стрий. Загинув в Курській області.[16]
- Струк Роман Миколайович.[17]
- Радченко Микита — 425 ОШБ СКАЛА. 2 травня 1992, 32 роки, м. Слов'янськ. Потрапив під артилерійський обстріл поблизу села Шахтарське Волноваського району.[18]
- Ляхно Олександр Валерійович («Інструктор») — матрос, номер обслуги роти вогневої підтримки. м. Бровари. Загинув в с. Садове Херсонської області.[19]

### 2 листопада
- Цьопич Сергій Васильович — 1985 р.н. с. Нові Червища.[20]
- Друкарчук Олександр.[21]
- Процик Андрій — оператор ПТРК, 24 ОМБр. 38 років, с. Соколів, Львівська область. Загинув від поранень в місті Часів Яр.[22]
- Гушаіл Анатолій.[23]
- Куркін Олександр.[24]
- Оніщенко Станіслав Юрійович («Кордон») — 8 січня 1999, с. Коржі Роменського району. Бригада АЗОВ.[25]
- Шенкаренко Володимир Олегович — с. Дмитрівка. Загинув в с. Антонівка Покровського району.[26]
- Сізих Володимир — 82 ОДШБр. 28.05.1987, м. Леґніца (Республіка Польща).[27]

### 3 листопада
- Аршулік Микола Євгенович — 30.04.1977 р.н. с. Грузятин.[28]
- Гончарук Валентин — 2 ОБр НГУ. 21.12.1978, c. Рогізна Хмельницької області.[9]
- Трипільський Віталій Сергійович.[29]
- Ільчишин Ростислав — 214 ОСпБ OPFOR. 47 років, м. Трускавець. Загинув поблизу села Катеринівка Донецької області.[30]
- Проказюк Станіслав — молодший сержант, 103 ОБрТрО. 33 роки.[31]
- Дахній Михайло — с. Новошини Журавненської громади.[31]
- Майстренко Максим — танкіст. м. Радехів.[31]
- Кобець Сергій — водій взводу роботизованих платформ, 5 ОШБр.[32]
- Палій Олексій Іванович — с. Бережниця Банилівської територіальної громади. Загинув поблизу міста Часів Яр Донецької області.[33]
- Новік Богдан — солдат. 16.04.1995 р.н., м. Бобровиця. Загинув на Донеччині.[34]
- Горбатенко Владислав — офіцер-психолог. 30 років, м. Ірпінь. Загинув поблизу населеного пункту Багатир на Донеччині.[35]

### 4 листопада
- Вітер Олександр — капітан поліції. Загинув на Херсонщині під час розмінування.[36]
- Запорожець Дмитро — 63 ОМБр. 4.06.1969, м. Львів.[9]
- Тлучкевич Любомир Васильович — молодший лейтенант, 103 ОБрТрО.[37][22]
- Барвінко Андрій.[38]
- Яворський Олексій — 58 ОМПБр. 39 років, м. Шептицький. Загинув поблизу села Малі Щербаки Запорізької області.[39]
- Артишук Сергій — 103 ОБрТрО. 51 рік, с. Топорів Золочівського району. Загинув поблизу Павлівки Сумської області.[40]
- Лаврик Богдан — 43 роки, м. Городок. Помер від хвороби у клінічній лікарні Харкова [41]
- Бадьорний Богдан Анатолійович — солдат, радіотелефоніст-лінійний наглядач лінійно-кабельного відділення зв’язку взводу зв’язку танкового батальйону. 11 травня 1993, м. Умань. Нагороджений орденом За мужність ІІІ ступеня посмертно [42][43]

### 5 листопада
- Савченко Михайло.[44]
- Розенко Володимир — 60 ОМБр. 23 роки, м. Дрогобич.[22]
- Каллум Тіндал-Дрейлер.[45]
- Волошин Ігор — с. Библо Добромильської громади. Загинув поблизу села Дар'їно Курської області.[40]
- Арсеньєв Дмитро — 116 ОМБр. 30.07.1975, м. Коломия.[40][46]
- Велигорський Роман Васильович — 25.05.1984, м. Охтирка. Загинув в Курській області.[47]
- Смоляр Михайло Володимирович — старший солдат, 154 ОБ ТрО. Загинув в Курській області.[48]
- Гончар Михайло — 30 років.[49]

### 6 листопада
- Середа Олександр Вікторович — старший лейтенант, командир протитанкового взводу, 88 ОБМП. 08.01.1996 р.н., с. Козацьке Сумської області. Загинув на Донеччині.[50]
- Роман Володимир — 118 ОМБр.[51][52]
- Яцишин Вадим — матрос. 1980 р.н.. Загинув поблизу села Миколаївка Донецької області.[53]
- Бабинець Микола.[54]
- Скарбик Олександр — стрілець-санітар, 503 ОБМП. Загинув на околицях Миколаївки Покровського району Донецької області.[55][56]
- Рябовол Олексій — розвідник-навідник в/ч А0281. 15 липня 1985, м. Мирноград. Загинув неподалік Малої Локні, Суджанський район Курської області.[57]
- Ніканшин Сергій — гранатометник. Загинув на Харківщині.[58][59]
- Ібрагімов Максим — 169-й навчальному центрі імені князя Ярослава Мудрого. 29 листопада 1988, м. Херсон.[60]
- Бойчак Ігор Петрович («Койот») — 116 ОМБр. 18.04.1980. Загинув в с. Синьківка Куп'янського р-ну, Харківської обл. від артилерійського обстрілу.[61][62][63]

### 7 листопада
- Лисак Станіслав.[64]
- Дворановський Роман — 43 роки, с. Ясенів. Помер під час лікування.[41]
- Абрамов Володимир — молодший сержант, 47 ОМБр. Загинув в Курській області.[65][52]
- Гнатюк Андрій.[66]
- Алєксєєв Павло.[67]
- Зигун Сергій Миколайович — солдат. 17.07.1985 р.н.[68]
- Дубік Олександр — 44 роки, с. Растів. Загинув поблизу Торецька Донецької області.[69]
- Чукла Юрій Романович — 16.01.1986 р.н., м. Дрогобич. Загинув поблизу села Новоіванівка Курської області.[70][59]
- Чучко Артьом Сергійович («Басаєв», «Космос») — молодший сержант, старший розвідник першої групи, бригада «Азов». 30.10.2004, с. Мала Токмачка. Загинув поблизу селища Неліпівка у Бахмутському районі.[71][72]
- Абрамян Геворг Ваняєвич («Абрамс») — солдат. 24 листопада 1982, с. Улянівка. Нагороджений орденом За мужність ІІІ ступеня посмертно [73][43]

### 8 листопада
- Бєрбєт Максим Олександрович.[74]
- Баб'юк Василь («Лука») — 140 ОРБ. 1972, с. Мишин. Загинув на Херсонщині.[75]
- Могилевич Сергій Вікторович («Марік») — старший матрос, 140 ОРБ. 26 років, с. Смаржинці, Вінницької області. Загинув на Херсонщині.[76]
- Сенчук Юрій Зіновійович — 95 ОДШБр. 8 травня 1991, селище Отинія. Загинув поблизу села Погребки Суджанського району Курської області.[77]
- Сорочинський Ілля («LITERAT») — старший лейтенант. 08.08.2002 р.н., м. Острог, Рівненської області. Загинув на Донеччині.[78] [79][80][81]
- Єфіменко Руслан [82]
- Угера Тарас — 115 ОМБр. 20.10.1985, м. Івано-Франківськ.[83][84]
- Рибойчук Степан Володимирович — с. Поториця Шептицького району. Загинув поблизу Олександрії Курської області внаслідок КАБу.[85][56]
- Агаджанян Артур Гамлетович — солдат, стрілець аеромобільного відділення. 28.10.1994 р.н, c. Піски Лубенського району. Загинув під час виконання бойового завдання на Донеччині. Нагороджений орденом За мужність ІІІ ступеня посмертно [86][43]
- Губський Сергій Григорович — водій 1 автомобільного відділення. 28.02.1982 р.н., c. Синьківка Харківської області.[87]
- Пліш Євгеній Геннадійович — солдат, снайпер розвідувального відділення. 05.07.1997 р.н., м. Полтава. Загинув під час виконання бойового завдання.[88]
- Процайло Тарас Ярославович — солдат, 21 ОМБр. 2003 р.н.. Загинув поблизу села Погребки Курської області.[89]
- Дем`янко Ігор Ігорович («Дьома») — головний сержант 54 ОМБр. 22.9.1998. Загинув в селищі Білогорівка Луганської області  [90]

### 9 листопада
- Любомир Ляльчук — старший лейтенант, 36 ОБрМП. 50 років. Загинув біля населеного пункту Дар'їно, Курської області.[91]
- Галкін Олександр Вікторович — 5 червня 1966 р.н.[92]
- Дорошенко Артур Євгенович.[93]
- Дорош Роман — 42 роки, с. Добряни. Загинув поблизу Лисівки Покровського району.[56]
- Нардід Михайло Володимирович — старший солдат, водій. 28.09.1980  м. Полтава. Загинув в Донецькій області.[94]
- Яременко Леонід Андрійович — солдат. 01.05.1971 р.н., с. Хитці Полтавська область. Загинув в Курській області.[95][96][97]
- Пузир Віталій Анатолійович — 25.05.1974 , с. Малий Кобелячок Полтавська область. Помер під час реабілітації.[98]
- Лов'ян Сергій Степанович («Льовік»). 31.07.1982, с. Качин. 225 ОШБ. Загинув біля села Новоіванівка Курської області.[99][100]
- Бачинський Дмитро Іларіонович — солдат. 21.07.1992 р.н., м. Луцьк.[101]
- Кривчук (Кравчук) Ростислав Вікторович — гранатометник, А7093. 41 рік, с. Князівка.[102]
- Доценко Андрій — 51 рік, с. Поруденко.[103]
- Стужук Павло Віталійович — солдат, 4 БрОП НГУ «Рубіж». 6.6.1986, с. Охматів [104][105][106]

### 10 листопада
- Андрійчук Андрій Святославович — солдат. 6.12.1987, м. Хмільник. Загинув біля населеного пункту Погребки Суджанського району Курської області. Нагороджений орденом За мужність ІІІ ступеня посмертно [43][107]
- Крячка Ілля.[64]
- Федорів Олександр — 31.03.1987, м. Збараж Тернопільської області.[40][46]
- Ябонжі Альберт — солдат, 65 ОМБр, 38 гаубичний самохідно-артилерійський дивізіон. 53 роки.[108][56]
- Садовський Кирило Олександрович — молодший сержант, старший технік мінометної батареї. 18.01.2002 р.н.. Загинув на Донеччині.[109]
- Хетчиков Віктор («Хетшот») — Бригада НГУ «АЗОВ». 14 березня 1999, м. Маріуполь. Загинув поблизу села Леонідівка Бахмутського району Донецької області.[110]
- Коляно Володимир Володимирович — А2582. 05.04.1988 р.н., с. Зубків. Помер у госпіталі.[111]
- Кратік Юрій Миколайович — солдат. 1992 р.н., с. Шлапань. Загинув на Запоріжжі.[112]
- Кобиш Ігор — солдат, стрілець-санітар військової частини А1141, 32 ОБ НГУ. 12 листопада 1974, селище Голоби. Загинув від мінометного обстрілу поблизу населеного пункту Нестерянка Запорізької області.[113]
- Радчук Юрій — зведений загін ХНУПС. 1984 р.н., Володимирець. Загинув на Харківщині.[114]
- Тупик Олександр Васильович — стрілець-санітар. 14.08.1986 р.н.. Загинув під час виконання бойового завдання поблизу села Миколаєво-Дар'їно Курської області.[115]
- Дяків Євген Андрійович — 1.01.1984 р.н., с. Швейків. Загинув під час виконання бойового завдання в селі Миколаївка Краматорського району Донецької області.[116]
- Ослюк Максим Ігорович («Сонік») — молодший сержант. 11.06.1999, с. Медвідка. Загинув біля села Новоіванівка Курської області, внаслідок мінометного обстрілу позицій.

### 11 листопада
- Куцко Іван — 80 ОДШБр. 42 роки, с. Ягідня.[117][52]
- Годлевський Юрій Павлович.[118]
- Галій Василь Іванович — 1993, с. Підгір'я. Загинув у бою біля м. Куп'янськ Харківської області солдат.[119]
- В'юнник Віталій — 12 серпня 1999, с. Жовчів. Загинув під час мінометного обстрілу неподалік селища Виїмка Бахмутського району.[120]
- Палій Олексій Іванович — водій відділення протитанкових ракетних комплексів. 30 березня 1998 р.н., загинув на Луганщині.[121]
- Близнюк Станіслав Миколайович — молодший сержант. 08.07.1993 р.н.[122]
- Нестеренко Павло Петрович — молодший сержант. 06.09.1969 р.н., с. Сватки. Помер в лікарні міста Запоріжжя.[123]
- Шерстюк Іван Васильович — молодший сержант. 1977 р.н.. Загинув поблизу села Борівська Андріївка на Харківщині.[124]
- Горя Віталій Васильович — 80 ОДШБр. 11.02.1982 р.н., с. Верхній Лужок. Загинув поблизу села Черкаське Порічне Курської області.[125]
- Максимків Олег Степанович — лейтенант, командир роти, 24 ОМБр. 28 років. Загинув поблизу села Оріхово-Василівка Донецької області.[126]
- Паламар Віталій — солдат, механік-водій, 23 ОМБр. 22.07.1986 р.н., с. Середній Майдан. Загинув поблизу Торецька Донецької області.[127]
- Придатченко Станіслав — солдат. 06.05.1976 р.н.. Загинув в Донецькій області.[128]
- Мельничук Роман Валерійович — кулеметник. 26.01.1984 р.н., с. Княгининки. Помер в лікарні міста Запоріжжя.[129]
- Мартинюк Василь — солдат, кухар. 1965 р.н.. Помер у селищі Малокатеринівка Запорізької області.[130]
- Сич Ігор — 42 ОМБр. 45 років, с. Тишівниця. Загинув в Торецьку внаслідок мінометного обстрілу.[131]
- Новак Михайло — 82 ОДШБр. 18.11.1986, с. Завадів Львівської області.[132]
- Генкель Владислав Олександрович — молодший сержант, командир відділення снайперів, 156 ОбТрО, 118 ОБрТрО. 24 роки, м. Черкаси. 5.11.2024 був поранений скидом дрону в Курській області. Помер в шпиталі.[133]

### 12 листопада
- Гриців Василь («Змій») — 7 січня 1990, м. Надвірна. Загинув у місті Гуляйполе Запорізької області.[134]
- Полюхович Віталій Павлович — 30 червня 1998 р. н., с. Тулушка. Загинув в Херсонській області.[135]
- Москвитин Назарій — 47 ОМБр. 26.05.1985, м. Львів.[136]
- Степанчук Микола — старший солдат, 93 ОМБр. 21.07.2000 р.н., с. Морівськ. Загинув поблизу Андріївки Донецької області.[137]
- Поддубний Олександр («Француз») — сержант, 142 ОПБр. 53 роки. Загинув поблизу Мирнограда Донецької області.[138]
- Оринчук Ігор — 3-й десантно-штурмовий батальйон, 82 ОДШБр. 10 серпня 1992, с. Верхній Ясенів. Загинув в Суджі.[139]
- Наумук Петро («Колос») — старший солдат, батальйон «Любарт». 28.05.2006 р.н., с. Самари. Загинув в Донецькій області.[140]
- Соловйов Сергій — 31 рік, м. Ірпінь. 47 ОМБр. Загинув в Курській області.[141]
- Івасик Степан — 79 ОДШБр. 29.10.1969, с. Дрогомишль Львівської області [142]

### 13 листопада
- Андрієнко Олександр Михайлович — 5 прикордонний загін ДПСУ. 05.02.1977 р.н.. Загинув на Курщині.[143]
- Двойнік Марія-Христина («Альпака») — Медичний батальйон «Госпітальєри». 10 квітня 1992.[144][145]
- Бойчук Василь Ярославович — 7 січня 1990, с. Остриня. Загинув в Курській області.[146][147]
- Більо Ігор — 15-й мобільний прикордонний загін. 6.09.1969, м. Львів.[148]
- Шапошніков Максим — 151 ОМБр. 13 січня 1981. Загинув поблизу населеного пункту Цукурине Добропільського району Донецької області.[149][150]
- Плєшка Давид — 2002 р.н.. Помер у госпіталі від отриманих поранень.[151]
- Вороновський Юрій — 40 років, с. Великий Дорошів Куликівської громади.[84]
- Бездітко Олександр Анатолійович — 02.03.1979 р.н.[122]
- Норка Олег Іванович — 05.07.1985 р.н.. Загинув на Донеччині.[152]
- Кочерга Денис Олександрович — 21.07.1987 р.н., м. Конотоп. Загинув поблизу села Новоіванівка Курської області.[153]
- Вороновський Юрій — 40 років, с. Великий Дорошів. Раптово помер.[154]
- Кузьмич Володимир Володимирович — 82 ОДШБр. 28 років, с. Запсілля Кременчуцький район. Загинув поблизу с. Новоіванівка Курської області.[155]
- Панасевич Степан — 9.01.1984, с. Куровичі Львівська область. 3 БрОП, в/ч 3017.[156]
- Ведибіда Павло Богданович («Оболончик») — старший лейтенант, 129 ОБТрО, 112 ОБрТрО. 13.07.1990, м. Київ. Загинув на південь від Часового Яру.[157][158][159][160][161]
- Лагойко Дмитро — бойовий медик. 34 роки, м. Здолбунів. Загинув на Донеччині.[162]
- Пєхов Владислав — м. Покровськ. Загинув під час виконання бойового завдання.[163]
- Костів Михайло — молодший сержант, командир відділення стикування з АСУ радіотехнічної батареї 5403 зенітного ракетного дивізіону, 540 ЗРП. 51 рік, с. Вовків Перемишлянської громади.[164]
- Капій Стефан — 24 ОМБр. 25.03.1981, м. Дубляни.[165]
- Вороний Іван — 24 ОМБр. 7.02.1973, с. Ліщин.[166]

### 14 листопада
- Ступніцький Руслан Романович — Військово-медичний клінічний центр Північного регіону. 14.09.1974, с. Рошнів.[167]
- Бичовий Олександр Григорович — 23.05.1991 р.н.. Загинув поблизу села Погребки Курської області.[168]
- Сліпушко Микола Юрійович — молодший лейтенант, командир стрілецького взводу. 1979 р.н.. Загинув на Донеччині.[169]
- Кіндракевич Андрій — солдат, оператор відділення протитанкових ракетних комплексів. 40 років. Загинув в Курській області.[170][171]
- Піскун Юрій — солдат. 05.05.1987 р.н., с. Петро-Давидівка Полтавської області. Загинув поблизу села Новоіванівка Курської області.[172]
- Калайда Ігор — штаб-сержант, інспектор прикордонної служби. 16.03.1967 р.н.. Загинув в Курській області.[173]
- Іванець Володимир Михайлович — 79 ОДШБр. 1988 р.н.. Загинув поблизу села Романівка Донецької області.[174]
- Табачук Дмитро — старший солдат, оператор дрону. 14.02.1983 р.н.. Загинув поблизу міста Курахове Донецької області.[175]
- Копаєв Дмитро — 42 роки, с. Промінь. Загинув поблизу села Мартинівка Курської області.[176]
- Поліщук Валентин Іванович — старший солдат. 1996 р.н., с. Любитів. Загинув поблизу села Невське Луганської області.[177]
- Фіщук Назар Валерійович — с. Іваничі.[178]
- Крамаренко Денис («Четвертий») — командир відділення РЕБ зенітного артилерійського взводу, 56 ОМБр. 18 квітня 1996, м. Маріуполь. Загинув біля Краматорська.[179][180][181]
- Пелех Володимир — солдат, стрілець, 95 ОДШБр. 31 рік. Загинув в Курській області.[182]
- Лисенко Вадим В'ячеславович — 1986 р.н., м. Переяслав. Поранений 30 жовтня 2024 року під м. Торецьк, помер в лікарні в м. Дніпро.[183]
- Журавльов Богдан — 33 роки, м. Курахове. Загинув поблизу села Черкаське Курської області.[184]
- Кардибан Ілля — заступник командира бойової машини, навідник. м. Біла Церква. Помер в Дніпрі в лікарні Мечникова.[185]
- Крот Сергій — гранатометник А4698, 43 ОМБр. 48 років, м. Кривий Ріг. Загинув поблизу Степової Новоселівки Куп'янського району.[186]
- Антонов Олександр Сергійович — 194-й батальйон 46 ОАеМБр. 17 серпня 1985, м. Олександрія. Загинув в районі Курахового від атаки FPV-дрону. Нагороджений орденом За мужність ІІІ ступеня посмертно [43]
- Солянко Сергій Леонідович — молодший сержант, підрозділ «Омега» НГУ. 26 червня 2001, с. Почино-Софіївка Магдалинівського району [187][104]

### 15 листопада
- Безверхов Дмитро Олексійович — м. Бровари. Загинув в районі міста Лиман Донецької області.[188]
- Агафонов Леонід Миколайович — кулеметник. 30.05.1971 р.н.[122]
- Коваль Віталій Юрійович — матрос. 31.07.1991 р.н.. Загинув поблизу села Константинопольське Донецької області.[189]
- Салецький Іван — 540 ЗРП. 31.08.1987, селище Підкамінь.[190][136]
- Сурков Федір Володимирович — 540 ЗРП.[136][190]
- Янчук Микола Васильович — с. Гута.[191]
- Великий Петро — 48 років.[192]
- Гладков Микита — молодший лейтенант. 33 роки, м. Соледар. Загинув на Курахівському напрямку.[193]
- Богуславський Дмитро — офіцер ЗСУ, керівник Журналістського фонду Національної спілки журналістів України. 5 червня 1975.[194][195]
- Красківський Михайло — 16 червня 1970, с. Ріпки.[196]
- Тиміцький Назар — 21 квітня 1988, м. Надвірна. Загинув поблизу селища Нелипівка Бахмутського району Донецької області.[197]
- Лесів Роман — 24 ОМБр. 31.12.1973, м. Львів.[198]
- Галамушка Іван — 117 ОВМБр. 26.11.1978, м. Львів [199]

### 16 листопада
- Созанський Степан Романович — 1996 р.н.. Загинув поблизу села Романівка Донецької області.[200]
- Власенко Дмитро («Садівник») — 7 травня 1987, с. Тарасівка.[201]

### 17 листопада
- Хомів Іван Михайлович — загинув в Харківській області.[202]
- Корень Віталій Миколайович — снайпер в/ч А7015, 4 ОТБр. 2001, селище Люблинець Ковельського району. Загинув на Харківщині.[203]
- Гаврилів Анатолій — старший солдат, хімік відділення радіаційного, хімічного, біологічного захисту, А4925. 55 років, с. Раделичі. Помер у військовій частині.[204]
- Гунда Володимир — стрілець 59 ОМПБр. 5 травня 1983, с. Зелена. Загинув біля с. Воздвиженка Покровського району від удару FPV-дрону.[205]
- Яльницький Валерій — 1982 р.н.. Загинув на Курщині.[206]
- Яськів Андрій — в/ч А7123, 71 бТрО, 101 ОБрТрО. м. Жовква. Загинув поблизу Годунівки Сумської області.[207]
- Баловнєв Дмитро Олександрович — с. Йосипівка. Загинув під час виконання бойового завдання в районі населеного пункту с. Єлизаветівка, Донецької області.[208]
- Масловський Дмитро Олегович («Кобра») — 30 років, Одеська область. Загинув в районі села Трудове Донецької області внаслідок ножового бою.[209]

### 18 листопада
- Лукашенко Сергій — 63 ОМБр. 26.01.1966, м. Львів.[210]
- Іванчук Олександр — солдат, кулеметник, 116 ОМБр. 21 рік. Загинув поблизу Куп'янська на Харківщині.[211][164]
- Кривинський Микола — молодший сержант. 1.03.2004 р.н., Мала Вільшанка. Загинув в районі Оріхово-Василівки Донецької області.[212]
- Голко Олег Богданович — 26.02.1991 р.н., с. Річки. Загинув поблизу села Рівнопіль Донецької області.[213]
- Титинюк Юрій — водій-електрик лісопильного відділення групи інженерного забезпечення 28 ОМБр. м. Коломия.[214]
- Дорош Василь Орестович — м. Яворів.[215]
- Гавриш Олександр Валерійович — солдат. 01.04.1988 р.н., с. Жидичин. Загинув на Запоріжжі.[216]
- Липницький Ілля — 3 ОШБр. 12.06.1975, м. Львів.[217]
- Драгомирецький Кирило Петрович («Рішельє») — 3 ОШБр. м. Київ. Автоблогер. Загинув в районі с. Новоєгорівка, Куп'янського району.[218][219]

### 19 листопада
- Солтис Іван — 125 ОБрТрО. 19.01.1978 р.н., м. Львів.[220]
- Лохішвілі Леван — 126 ОБрТрО. 24 роки. Загинув в Херсонській області.[221]
- Кудибін Іван Олексійович («Граніт») — 10 ОГШБр. 2 липня 1956, с. Солуків. Помер після демобілізації.[222]
- Дядюсь Віталій Сергійович — солдат, старший стрілець-оператор, 3 ОШБр. 6.11.2005, Войнилів. Загинув біля с. Новоєгорівка.[223]
- Гужва Сергій Ігорович — молодший сержант, кулеметник, 63 ОМБр. 40 років, м. Вараш. Загинув на Донеччині.[224]
- Кравчук Дмитро Анатолійович — матрос, навідник відділення морської піхоти. 28 років, с. Новоукраїнське. Загинув в районі н.п. Богоявленка Донецької області.[225]
- Жидик Андрій — старший солдат, 24 ОМБр. 1975 р.н., с. Боянець. Загинув у Часовому Ярі Донецької області.[226]
- Забіяка Руслан Олександрович — 58 ОМПБр. 28.05.1998 р.н., с. Соснівка. Загинув внаслідок підриву вибухового пристрою на Харківщині.[227]
- Бадивський Іван Миколайович («Морпіх») — 140 ОРБ. 1997, с. Люб'язь Камінь-Каширського району. Поранений на території Херсонської області, помер у лікарні.[228][229][230]
- Ткаченко Віталій — солдат, гранатометник, 53 ОМБр. Загинув в Донецькій області.[231]
- Хом'як Олександр.[232]
- Гнида Іван — 36 років. Помер в клінічному центрі.[233][59]
- Пашкур Андрій — 82 ОДШБр. с. Жвирки Сокальської громади. Загинув в Курській області.[207]
- Кобзар Петро — 9.09.1988, селище Гніздичів.[234]
- Ципляк Максим Олександрович — молодший сержант. 6 січня 2001, Покровське. Загинув в Липцях Харківської області

### 20 листопада
- Рибчин Василь — 148 ОАБр. 2002 р.н., с. Братишів Івано-Франківської області. Загинув поблизу с. Багатир Волноваського району Донецької області.[235]
- Зеленський Максим Анатолійович — 31.07.1974 р.н., м. Белз. Помер у госпіталі після важкого поранення.[236][164]
- Федотов Володимир Геннадійович — сапер.[237]
- Мазур Микола — 82 ОДШБр. 9.02.1996, с. Коросно, Львівська область.[238]
- Голубничий Сергій — штаб-сержант. 03.07.1970 р.н.[239]

### 21 листопада
- Сабадаш Іван — 44 роки, с. Уторопи Яблунівської громади. Помер вдома після пораненя.[240]
- Глез Андрій Борисович — 2001 р.н., с. Ярівка. Загинув у Курській області.[241]
- Яворський Віталій Іванович — молодший сержант. 24 роки, с. Ярошівка. Загинув на Луганщині.[242]
- Швець Віктор — снайпер, 2 ОБр НГУ. 15.02.1987 р.н., с. Ванів. Загинув на Донеччині.[243][244]
- Коцовський Юрій — 125 ОБрТрО. 20.04.1966, м. Львів.[245][244]
- Калуш Андрій Олександрович — 68 ОЄБр.[246]
- Твардовський Дмитро Анатолійович — 45 років. Загинув під час обстрілу в районі населеного пункту Урожайне.[247]
- Саган Іван — 24 роки, с. Красноставці Хмельницької області. Загинув в Донецькій області.[248]
- Олійник Олександр — 82 ОДШБр. 1997, м Буча Київської Області. Загинув на Курщині.[249][250]
- Бей Сергій — молодший сержант, 151 ОМБр. 44 роки, с. Боромля Сумської області.

### 22 листопада
- Панькевич Олександр Ярославович — молодший сержант. 13.01.1980 р.н., с. Немир. Загинув в районі села Новоданилівка Запорізької області.[251]
- Чижик Віктор — 24 ОМБр. 28.04.1993 р.н., Борислав. Поранений в квітні 2024 року, помер за трагічних обставин.[252]
- Дормашко Сергій — старший сержант. 16.04.1977 р.н.. Загинув в Сумах внаслідок обстрілу.[239]
- Лесів Микола Миронович — старший стрілець, в/ч А5039. 29.09.1983, с. Княжолука. Загинув поблизу села Білогорівка, Луганської області.[253]
- Гончаренко Олександр — с. Михайлівка. Загинув на Курщині.[254]
- Совган Тарас — 7-й прикордонний загін. 03.09.1984, м. Львів.[255]

### 23 листопада
- Ковтонюк Микола Васильович — старший солдат, 100 ОМБр. 2000 р.н.. Загинув на Донеччині.[256]
- Ковтун Олег — 67 ОМБр. 49 років, с. Новоселиця Вигодської громади.[257]
- Богуславський Олександр — молодший сержант, 66 ОМБр. 29 років, родом з Пологівського району Запорізької області. Загинув на Луганському напрямку.[258]
- Ривті Артур — молодший сержант. 1991, с. Станово.[259]
- Швиряєв Борис — 33 ОМБр. 18.11.1995, м. Львів.[260][103]
- Кузьмін Дмитро — солдат, в/ч А5039. 29 років, с. Киселів. Загинув у районі Білогорівки на Луганщині.[261]
- Попович Олексій Юрійович — 15 лютого 1979, с. Розтоки. Загинув поблизу села Михайлівка Курської області.[262]
- Годун Віталій — кулеметник першої стрілецької роти, 20 ОСБ. 45 років. Загинув поблизу населеного пункту Михайловка Курської області.[263]
- Гура Дмитро Григорович — старший солдат, бойовий медик. 31 рік, с. Мар'янське Полтавська область. Загинув у районі Білогорівки на Луганщині.[264]
- Ткачук Костянтин Сергійович («Технолог») — гранатометник, бригада АЗОВ. 5.07.2001, м. Нова Каховка. Загинув на Покровському напрямку  [265]
- Лященко Дмитро Віталійович («Дантист») — 71 ОЄБр. 17.03.1992, с.Козіївка Харківської області. Загинув в с. Тихе Вовчанського району Харківської області [266]

### 24 листопада
- Дмитрук Ігор Миколайович — 1970 р.н., с. Підцир'я. Загинув в Харківській області.[267]
- Серховець Михайло — 36 ОСБ, 61 ОМБр. 03.06.1982 р.н., с. Рафалівка. Загинув в Курській області.[268]
- Шило Олександр Васильович — 07.12.1977 р.н., с. Великий Самбір.[269]
- Деркач Микола — солдат, стрілець-снайпер. 1984. Помер у лікарні у Дніпрі.[270]
- Баб'як Борис — 66-й військовий мобільний госпіталь. 24.04.1980, м. Львів.[271][272]
- Майоров Данило Сергійович — солдат, 3 ОШБр. 2002 р.н., с. Онуфріївка. Загинув на Харківщині.[273]
- Юркевич Стефан — 2 ОБр. 20.12.1989, м. Львів.[274][275]
- Тітенков Олександр — молодший сержант. 19.11.1973 р.н., м. Охтирка. Загинув у Курській області.[276]
- Гончар Володимир («Тревіс») — 3 ОШБр. 29.07.1998, м. Львів.[234]
- Наумичев Святослав — 113-й окремий батальйон територіальної оборони, 110 ОБрТрО. 27 жовтня 1987, м. Запоріжжя. Загинув на Куп'янському напрямку.[277]
- Машиць Едуард — розвідник-радіотелефоніст. 1974, селище Воловець. Загинув поблизу с. Тихе Чугуївського району Харківської області.[278]
- Пунтус В'ячеслав Євгенійович — молодший сержант, 47 ОАБр. 30.11.1992, с. Карапчів Чернівецького району.[279]

### 25 листопада
- Сипливець Олександр — 2 травня 1990, м. Ніжин.[196]
- Цалин Андрій Богданович («Гарт») — старший лейтенант, 1-й прикордонний загін. 25 квітня 1987, м. Городенка. Помер в населеному пункті Кругле Харківської області.[280]

- Качаєв Роман Миколайович — 63 ОМБр. 11.02.1981 р.н., Борислав. Загинув на Донеччині.[281][272]
- Герасимович Мирослав — 29 листопада 1967, м. Луцьк. Поет, прозаїк, кіносценарист, музикант.[282]
- Жмур Олександр — водій десантно-штурмового відділення. 1967, с. Бірки Олександрівської громади. Загинув біля села Нижній Клин Суджанського району.[283]
- Саміла Михайло — 19 лютого 1982, с. Поділля Більшівцівської громади. Помер після демобілізації.[284]
- Буренін Євген — відділення зв'язку. 29 серпня 1980, м. Жовті Води.[285]
- Бурий Михайло — молодший лейтенант, командир зенітного ракетного взводу. 31 рік, с. Іване-Пусте.[286]
- Петерсон Кирило — гранатометник 1-й штурмовий батальйон 3 ОШБр. 27 років, м. Слов'янськ. Загинув біля с. Новоєгорівка Сватівського району.[287]
- Ясинівський Ілля — А7113. 47 років, Веренчанська громада, Чернівецька область.[279]

### 26 листопада
- Пелих Михайло — молодший сержант. 27 жовтня 1974, с. Верхня Липиця. Отримав травми в березні 2022 під час обстрілу полігону.[288]
- Кучменко Сергій Іванович — 29.09.1971 р.н.[289]
- Случик Сергій Іванович — молодший сержант. 28.12.1989 р.н., с. Гасенки. Загинув на Донеччині.[290]
- Єрмаков Роман («Єнот») — 414 ОПУБАС «Птахи Мадяра». 15.07.1980, РФ.[271][272]
- Голодзьон Микола Анатолійович — 110 ОМБр. Загинув на Донеччині.[291]
- Мельник Богдан — 46 років, с. Грабівка. Загинув в районі населеного пункту Часів Яр Донецької області.[292]
- Волощук Віталій — с. Обознівка Катеринівської громади. Загинув біля села Красний Хутір.[283]
- Гуменюк Любомир — навідник, в/ч А4862. 16 червня 1980, с. Білі Ослави. Загинув поблизу населеного пункту Роздольне Волноваського району Донецької області.[293]
- Сухецький Петро Володимирович — оператор ударних БПЛА. 12 серпня 1993, с. Застінка. Загинув поблизу с. Багатир Волноваського району.[294]
- Бойко Богдан — солдат, А4945. с. Мигове. Загинув в Запорізькій області.[279]
- Очеретний Максим Михайлович («Мойша») — 73 МЦСО, Герой України. 19 років, м. Авангард, Одеська область

### 27 листопада
- Оверчук Віктор — штаб-сержант. 24.02.1970 р.н., м. Луцьк. Загинув на Запоріжжі.[295]
- Комірний Олександр — 30.05.1986 р.н., с. Христанівка.[296]
- Кузишин Андрій — 35 років, селище Гніздичів Стрийського району. Загинув від обстрілу в районі села Петропавлівка Харківської області.[297][103]
- Український Олександр Миколайович — старший солдат. 04.03.1972 р.н., м. Шахтарськ. Загинув в Курській області.[298]
- Кацюбка Михайло — с. Соборне. Загинув на Запорізькому напрямку.[299]
- Шахман Олексій Давидович — 15.5.2002, м. Марганець. Загинув поблизу Липців в Харківській області [300][301][104]

### 28 листопада
- Попрійчук Сергій Олександрович — 14 ОМБр. 14 березня 1987, 37 років, с. Селець. Загинув на Харківщині.[302][303]
- Стецик Степан — 59 ОМПБр. 54 роки, с. Смереків. Загинув поблизу населеного пункту Пушкіне Донецької області.[304]
- Собенко Назар — 58 ОМПБр. 25.02.1984, м. Львів.[305]
- Миган Степан — с. Мусорівці. 44 роки. Загинув поблизу Лисівки на Донеччині.[306]
- Симонов Владислав («Сіменц») — 3 ОШБр. 24 роки, м. Нікополь. Загинув біля села Копанки в Ізюмському районі Харківщини.[307]

### 29 листопада
- Звір Тарас — 52 роки, с. Артасів Львівської області.[275]
- Замрій Роман Олександрович — солдат, оператор пункту бойового управління, 96 ЗРБр. 1991 р.н., с. Медведин.[308]
- Гема Василь — 14 ОМБр, м. Дрогобич.[103]
- Крупка Павло — 66 ОМБр. 24 роки, с. Соколівка Золочівського району. Загинув під с. Макіївка Сватівського району Луганської області.[103]
- Шиян Іван — заступник командира бойової машини в/ч А4447. с. Снятинка Дрогобицької громади. Загинув поблизу Курахового на Донеччині.[103]
- Натинка Роман — солдат, стрілець-снайпер мотопіхотного батальйону в/ч А4267. 42 роки, с. Гаї Верхні Дрогобицького району. Загинув на Донеччині.[103]
- Корж Володимир Михайлович — 14.06.1976 р.н.[309]
- Волик Олександр — загинув на Донеччині.[310]
- Павленко Роман — ДПСУ. 44 роки. Загинув біля населеного пункту Вовчанські Хутори Харківської області.[263]
- Ляпін Роман — сержант, командир відділення. м. Шахтарськ. Загинув внаслідок артилерійського обстрілу Нікополя.[285]

### 30 листопада
- Токарський Роман Віталійович — старший стрілець-оператор штурмової роти. 1997, с. Ярославичі. Загинув в Донецькій області.[311]
- Чикало Олексій — 30 березня 2001 р.н.. Загинув на бойовому посту.[312]
- Костечко Ростислав — 2 ОБр. 11.04.1998, м. Львів.[305]
- Лаба Володимир — 5 ОШБр. 20.08.1993, м. Львів.[234]
- Островський Сергій («Їжак») — 413 ОББС «Рейд». 29.4.2005.[313]